# Кукурузный хлеб
Кукурузный хлеб (англ. Cornbread) — традиционная выпечка в национальной кухне США. Считается, что это блюдо перешло в современную американскую кухню от коренных народов, населявших Североамериканский континент.
Наиболее распространен кукурузный хлеб в южных штатах США, хотя пекут его на всей территории страны. В зависимости от региона рецептура может варьироваться. Так, на Юге принято печь хлеб исключительно из кукурузной муки, а на Севере кукурузную муку смешивают с пшеничной в пропорции 1:1. Кроме того, в северной вариации хлеб делают более сладким, а подают его в сочетании со сладкими сиропами. Очень часто такую разновидность хлеба выпекают в формах для маффинов. На Юге принято выпекать кукурузный хлеб в чугунных сковородах.
Рецепты приготовления американского кукурузного хлеба допускают использование начинок: зерен кукурузы, мелко нарезанного чили или халапеньо, сыра.
Основа выпечки — Yellow Corn Meal.
Благодаря муке грубого помола хлеб в результате получается воздушным, рассыпчатым и мягким.
Принято подавать американский кукурузный хлеб к блюдам мексиканской кухни (рагу, супам, чили), блюдам южных американских штатов (жареному мясу, пюре). В северных штатах кукурузный хлеб чаще всего едят как пирог, поливая его сладким кленовым сиропом.

## Технология приготовления кукурузного хлеба

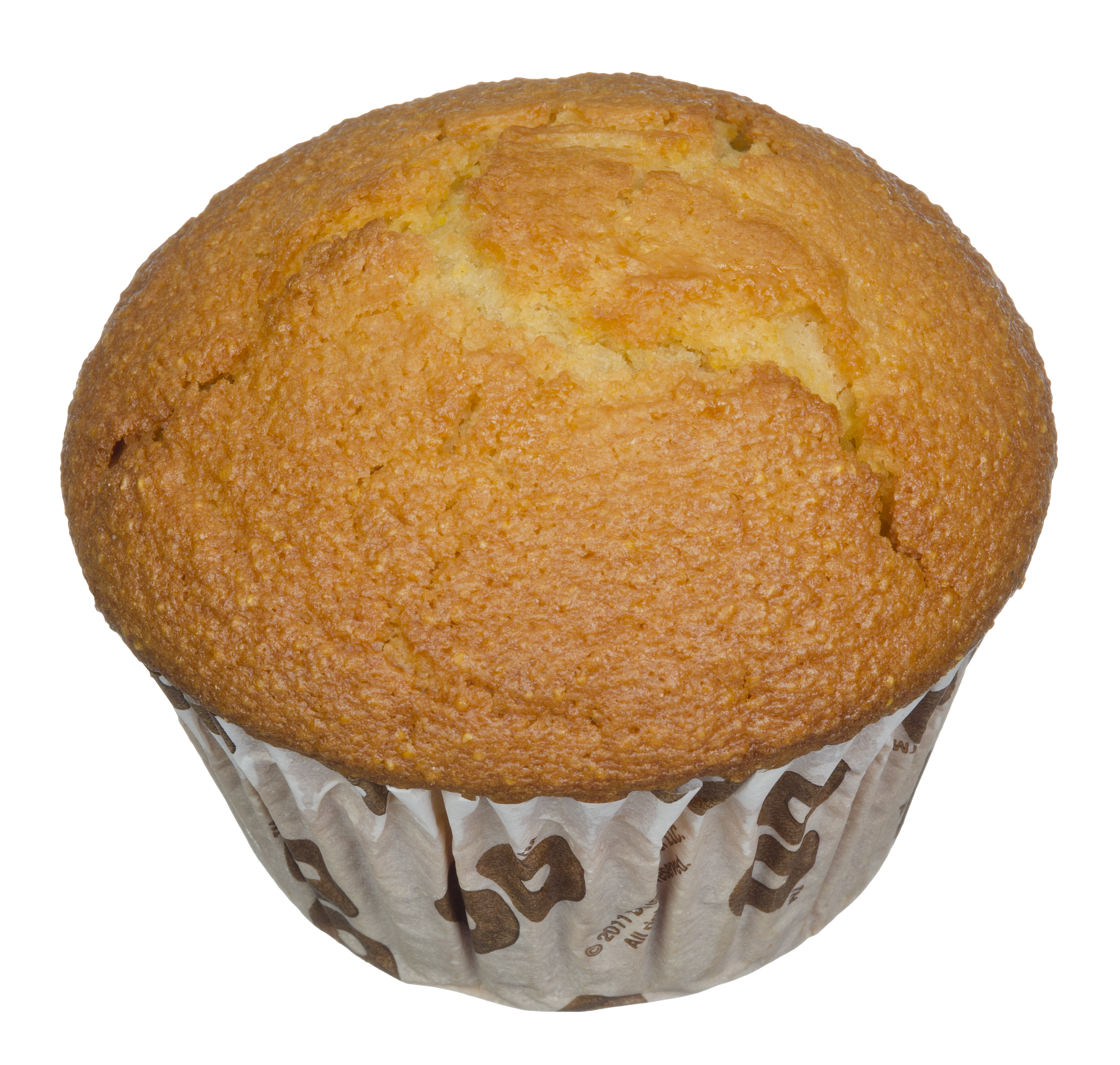
Кукурузный маффин

Представленная ниже технология соответствует традиционным рецептам по выпечке кукурузного хлеба в северных штатах США. Для того чтобы адаптировать данную выпечку под рецепты южных штатов, достаточно заменить соответствующее количество пшеничной муки на кукурузную, а также уменьшить количество сахара.
Ингредиенты:
- 300—350 мл простокваши;
- 150 г белой пшеничной муки;
- 150 г кукурузной муки грубого помола;
- 1 яйцо;
- 60 мл либо вытопленного свиного жира, либо растительного масла, либо растопленного сливочного масла;
- 4 ст. л. сахара;
- 1 ч. л. соды;
- 1 ч. л. разрыхлителя;
- ½ ч. л. соли.

Яйцо и простоквашу необходимо заранее вынуть из холодильника и оставить в комнатной температуре хотя бы на 15 минут. Кукурузную муку просеять через сито вместе с пшеничной мукой, содой, солью, разрыхлителем и сахаром, размешать. Духовой шкаф разогреть до 180 градусов, форму застелить пергаментной бумагой или смазать кусочком сливочного масла. Яйцо вбить в отдельную миску и немного взбить вилкой. Не переставая взбивать яйцо, аккуратно ввести к нему простоквашу и взбивать до однородного цвета. Затем влить растительное масло и снова взбить. Соединить в одной миске сухую смесь и жидкую, перемешать венчиком до однородности. Выложить тесто в форму и отправить ее в заранее разогретый духовой шкаф. Выпекать кукурузный хлеб в течение получаса до готовности. Вынуть форму и накрыть ее легким полотенцем, оставить в таком положении на 15-20 минут. Снять полотенце и вынуть хлеб из кукурузной муки на решетку.
Кукурузный хлеб лучше всего подавать к столу в теплом виде. Если хлеб остыл, то перед подачей его необходимо подогреть в микроволновке.